# Ashurnasirpal II

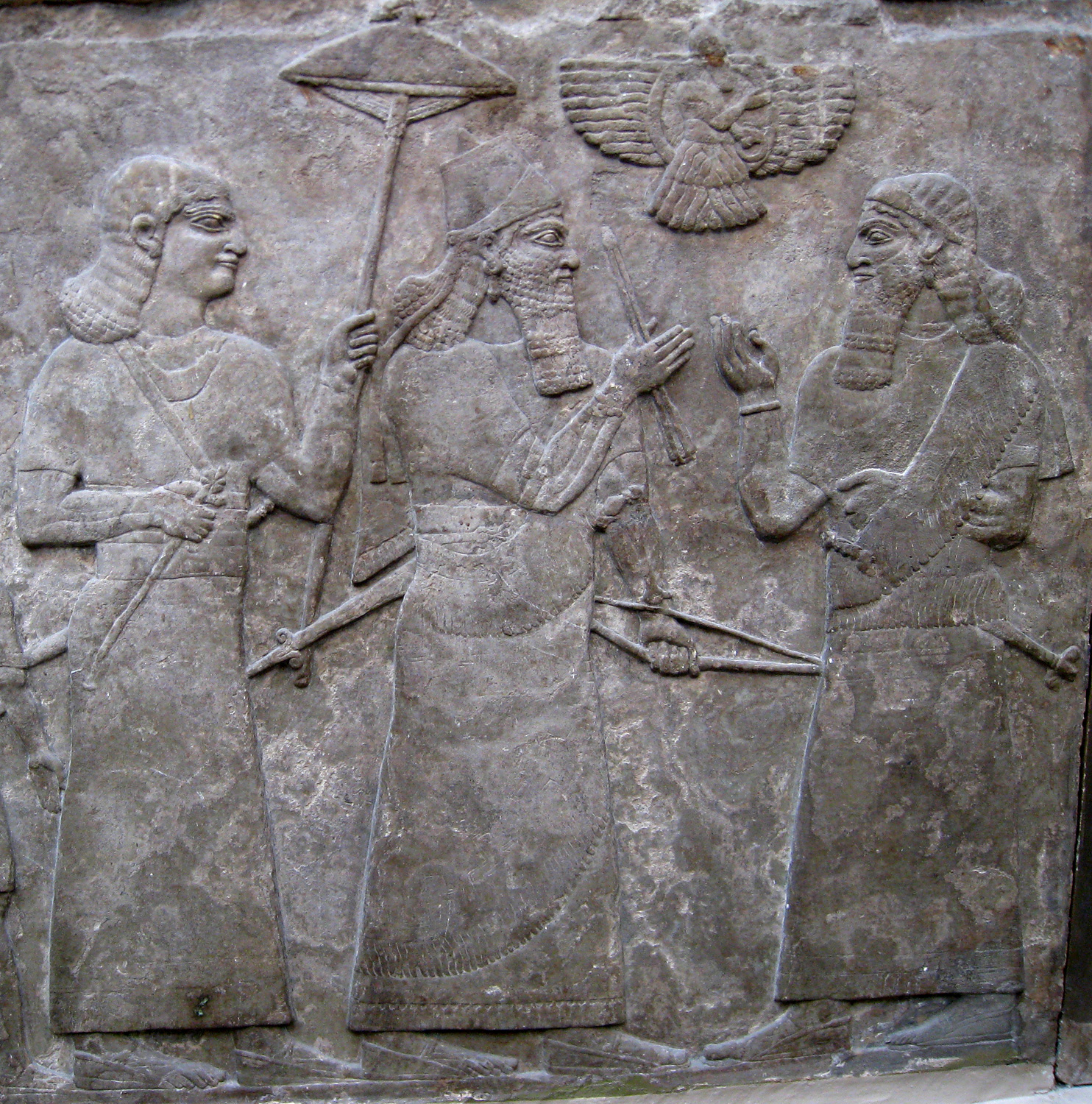
Ashurnasirpal II (giữa) úy lạo quan tướng sau khi thắng trận.

Assur-Nasir-pal II (phiên âm: Assur-Nasir-apli, nghĩa là "Assur là người giám hộ của người thừa kế") là vua của Assyria từ năm 883-859 TCN.
Assur-Nasir-pal II kế vị cha mình, Tukulti-Ninurta II, năm 884 TCN. Ông nổi tiếng với sự tàn bạo của mình, xâm chiếm Lưỡng Hà và lãnh thổ ngày nay là Liban, sáp nhập những vùng đất đó vào đế chế Assyria đang trong giai đoạn bành trướng. Ông dời thủ đô đến thành phố Kalhu (Nimrud). Ông cũng đã đàn áp một cách tàn bạo đối với cuộc nổi dậy ở thành phố Suru thuộc Bit-Halupe.

## Gia đình
Ông là con của Tukulti-Ninurta II, con trai và là người kế vị của ông là Shalmaneser III.

## Triều đại
Ông nổi tiếng với sự tàn bạo của mình, bằng cách sử dụng tù nô lệ để xây dựng một thủ đô Assyria mới tại Kalhu (Nimrud) ở Lưỡng Hà, nơi ông khôi phục lại thành phố với nhiều đền đài hùng vĩ. Ông cũng là một người cai trị thông minh khi đã nhận ra rằng ông có thể đạt được kiểm soát đế chế của mình tốt hơn bằng cách đặt các thống đốc Assyria hơn là phụ thuộc vào sự cai trị của các vị vua địa phương phải nộp cống.

## Những chiến dịch
Sự tàn bạo của Ashurnasirpal II đối với những kẻ nổi loạn bảo đảm cho sự xuất hiện của quân đội ông sẽ không kích động nổi loạn nhiều hơn nữa. Quân đội của ông bao gồm bộ binh (kể cả lính trợ chiến và lính đánh thuê), kị binh nặng và nhẹ, chiến xa. Ashurnasirpal đã bất ngờ với các thành phố Hittite và các tiểu bang Aramaen ở miền bắc Syria chống cự đến cùng. Nhưng cũng gặp phải rất nhiều những thành phố nhỏ ngay lập tức đầu hàng, thường là đến ngay nơi đóng quân của ông và cống nạp.
Ashurnasirpal II đã không thôn tính thành phố Canaan của Phoenicia nhưng thay vào đó là đã thiết lập nó như một nguồn cung cấp cho cỗ máy chiến tranh của Assyria. Sắt là cần thiết để chế tạo vũ khí, gỗ tuyết tùng Liban cho xây dựng, vàng và bạc cho các khoản thanh toán của quân đội. Tuy nhiên, vào giai đoạn cuối, các chiến dịch của Ashurnasipal chỉ thành công trong một thời gian ngắn.

## Cung điện ở Kalhu
Cung điện của Assur-Nasir-pal II được xây dựng và hoàn thành vào năm 879 TCN ở Kalhu, ngày nay nằm ở phía bắc Baghdad, Iraq. Các bức tường cung điện được trang trí bằng những bức phù điêu trên thạch cao trắng. Các bức phù điêu được trang trí rất tỉ mỉ, những bức chân dung nhà vua với đôi cánh của các vị thần bảo vệ, hoặc tham gia vào săn bắn hoặc chiến dịch.

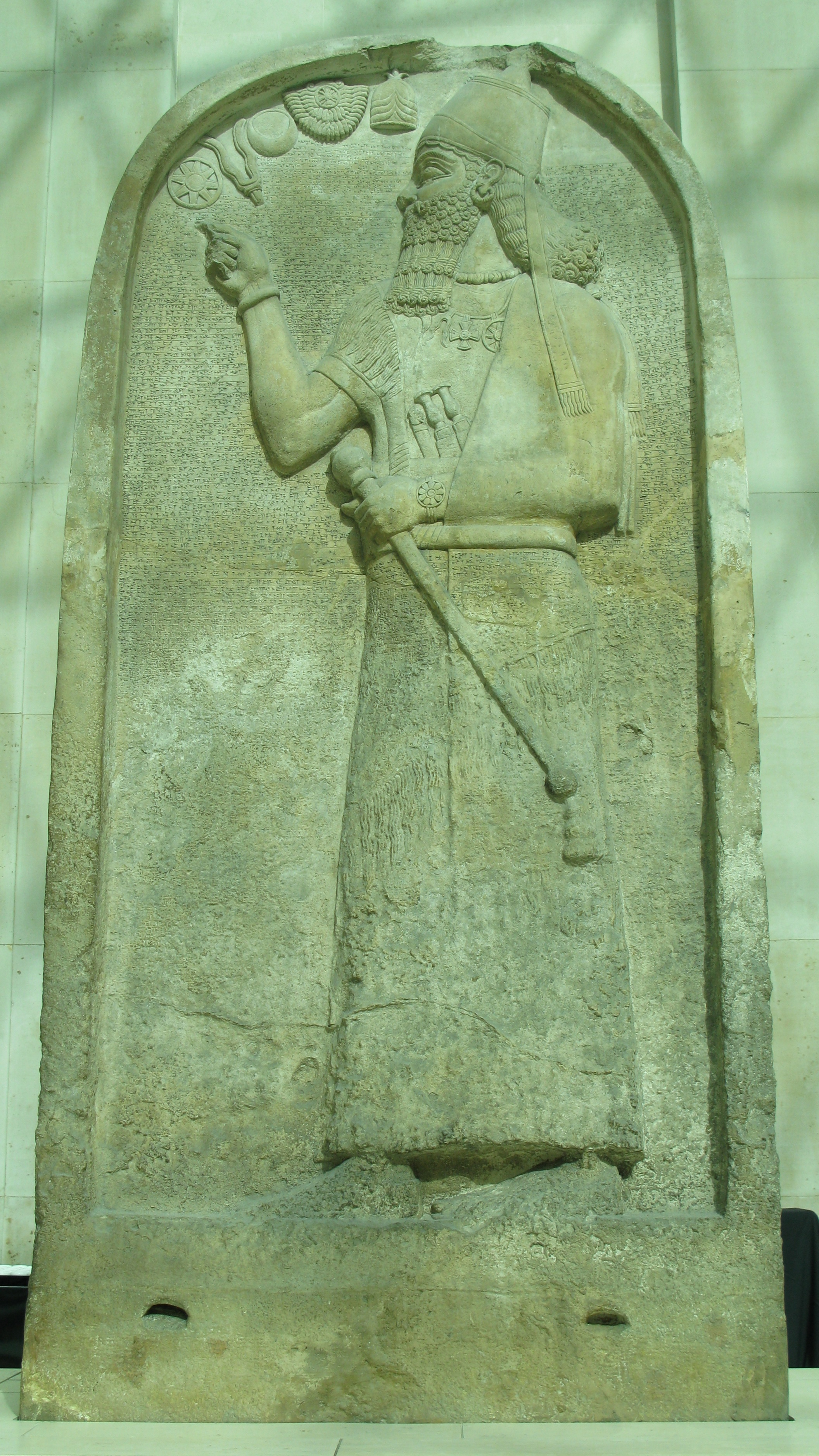
Tấm bia Ashurnasirpal II trong Bảo tàng Anh quốc